# ネットワーク資産管理
ネットワーク資産管理（ネットワークしさんかんり）とは、資産を単体としてでなくネットワークとして捉え、製品ライフサイクルを効率的に管理する新しい資産管理の概念。Network Asset Management (NAM) の日本語訳。GE（ゼネラル・エレクトリック）社、ABB社などが提唱しており、世界における資産管理の潮流である。

## 実践例
- Power Hungary